# Grouper
Liz Harris är en amerikansk musiker mer känd under artistnamnet Grouper. Hennes musik kan beskrivas som ambient-folk. Hon har släppt fem studioalbum.
Under 2009 agerade hon öppningsakt på flertalet konserter med Animal Collective.

## Diskografi

### Studioalbum
- Grouper, CD-R (2005)
- Way Their Crept, CD (2005), återutgiven på 12" Vinyl (2007)
- Wide, CD och 12" Vinyl (2006)
- Cover the Windows and the Walls, 12" Vinyl (2007), återutgiven på CD och på en limiterad vinylupplaga (2009)
- Dragging a Dead Deer Up a Hill, CD och 12" Vinyl (2008)
- A  I  A,  två vinylskivor som består av Dream Loss 12" och Alien Observer 12" (2011)
- The Man Who Died in His Boat (2013)
- Ruins (2014)
- Grid of Points (2018)
- After its own death / Walking in a spiral towards the house som "Nivhek" (2019)
- Shade (2021)

### EP-skivor/singlar
- He Knows, CD-R (2006), återutgiven på 7" Vinyl (2009)
- Tried, 7" Vinyl (2007)
- Hold/Sick, 7" Vinyl (2010)

### Samarbeten
- Xiu Xiu vs. Grouper - Creepshow, CD och Mini LP (2006)

## Fotnoter
1. ↑  läs online, pitchfork.com .[källa från Wikidata]